# 신비 (신비아파트)
신비(영어: Shinbi)는 《신비아파트 시리즈》에 등장하는 가공의 인물로, 신비아파트에 거주하는 도깨비이다.

## 외형
뭉툭한 형태의 귀와 파란색 스카프와 뾰족한 코를 가지고 있으며 파란색 반바지를 입고 있는 초록색 도깨비이다.

## 사용하고 있는 도구

### 1기 ~ 2기 Part 1
- 도깨비 방망이

### 2기 Part 2
- 도깨비 요요

### 3기
- 더블 X 도깨비 요요

### 4기
- 요술 큐브

## 성격
귀신을 무서워하지 않는 척을 주로 하며 잘 토라지는 성격에 허세를 잘 부리고 겁이 많지만 금비와 하리의 친구들에게 친근하게 대한다. 또한 신비아파트: 고스트볼의 비밀에 마지막 편에서 소멸됐는데, 하리와 두리가 고스트볼에 소원을 빌어 신비가 다시 나타나는데, 이에 감동해 눈물을 흘렸다.

## 다른 캐릭터들과의 관계

### 금비
티격태격하는 도깨비
자신의 집(맨홀)에서 같이 산다.

### 구하리
자신과 계약한 친구
특히 구하리가 화났을때를 무서워한다

### 구두리
이혜원 남친이다.
구하리를 놀리는 것은 같이 한다

## 작중 행적

### 신비아파트 444호
처음 구하리의 가족들이 신비아파트로 이사를 왔을 때 이삿짐을 나르던 남매를 처음으로 만나게 되었다.

### 신비아파트: 고스트볼의 비밀
하리와 두리에게 고스트볼을 만들어 주었다.

### 신비아파트: 고스트볼X의 탄생
하리와 두리에게 새로운 고스트볼인 '고스트볼X'를 만들어 준다.
극장판에서 도깨비 배트를 잃어버렸다.
금비와 함께 도깨비 요요를 사용했다.
23화에서 금비를 청목형형으로 폭주시킨 두억시니에 의해 신비가 잠깐동안 흑화되고, 고스트볼도 부서진다.

### 신비아파트 고스트볼 더블X
하리와 두리에게 새로운 고스트볼인 '고스트볼 더블 X'을 선물한다. 금비와 함께 '더블 X  도깨비 요요'를 사용하기 시작한다.
자간에게 당해 금으로 변해버렸다.
25화에서 동상귀한테 맞아서 쓰러졌다.

### 신비아파트 고스트볼Z
금비와 함께 요술 큐브를 사용한다.

## 같이 보기
- 신비아파트의 등장인물 목록
- 신비아파트
- 금비
- 주비

### 내용주
1. ↑  시즌 1에 따르면 신비는 천계에서 신에 의하여 창조되었다. 즉, 신비는 신의 피조물이다.